# Ganggräber von Græse

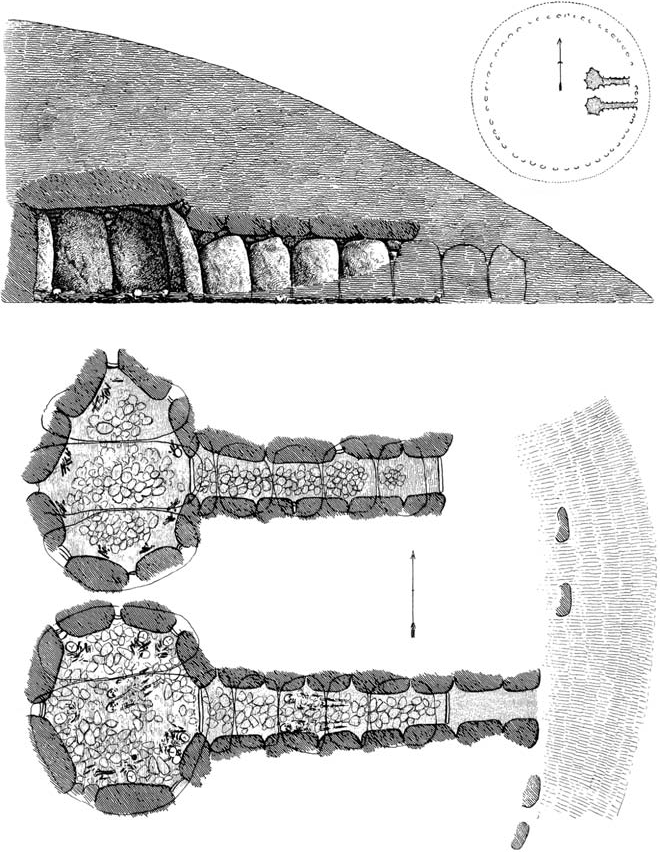
Grundriss und Querschnitt Doppelganggrab ohne gemeinsamen Trennstein; hier Snibhøj – A. P. Madsen

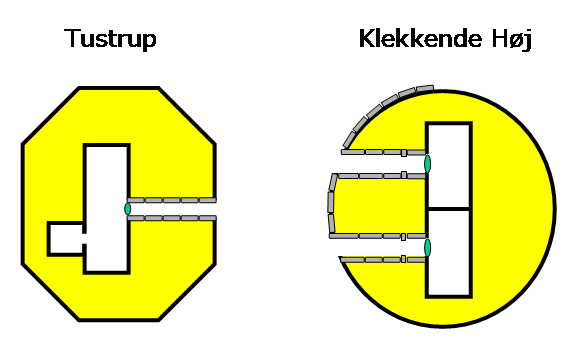
Beispiel einer Doppelanlage (rechts)

Die Ganggräber von Græse 1 + 2 (auch Græse Ryegaard 1 + 2) liegen östlich von Frederikssund auf der dänischen Insel Seeland. Ein Ganggrab (dänisch Jættestue) ist eine Form von Megalithanlage, die aus der Kammer und einem baulich abgesetzten lateralen Gang besteht und in Dänemark in etwa 500 erhaltenen Exemplaren vorkommt. Erhaltene Doppelganggräber findet man in 57 Beispielen z. B. auf Seeland und dreimal in Schonen. Die Anlagen entstanden zwischen 3500 und 2800 v. Chr. als Großsteingräber der Trichterbecherkultur (TBK).

## Das Doppelganggrab von Græse
Bei diesen überwucherten Anlagen handelt es sich um zwei Ganggräber, die sich einen etwa 25 m langen und noch 2,5 m hohen Hügel befinden. Den beiden, voneinander unabhängig errichteten Kammern (in der Regel sind seeländische Doppelganggräber (dänisch: Dobbelt- oder Tvillingejættestue) aneinandergebaut) fehlen die Decksteine.
55° 51′ 8,4″ N, 12° 6′ 20,3″ O

## Das Ganggrab von Græse
Das Ganggrab zeichnet sich durch seine außergewöhnliche Länge von 12,5 m und die niedrigen Tragsteine aus. Es ist neben Listrup (mind. 13 m) auf Falster, dem Doppel-Ganggrab Drysagerdys (13,2 + 11,8 m), Gundestrup 2 (12,0 m) Rævehøj von Vester Egesborg (11,5) m und Birkehøj (11 m) alle auf Seeland, Kong Svends Høj (12,3 m) auf Lolland sowie Jordehøj, Kong Asger Høj auf Møn und Mårhøj auf Fünen (je 10 m) eines der größten Ganggräber Dänemarks. In Schweden gibt es längere Kammern nur im Falbygden (z. B. Ragnvalds Grab mit 16 Metern). In Deutschland (De hoogen Steener mit 28 m) und in den Niederlanden (z. B. D27 in Borger mit 22,5 m und Havelte 1 mit 18,0 m) sind die so genannten Emsländischen Kammern teilweise wesentlich länger.
Durch seine geringe Höhe und das Überpflügen des Hügels war das Grab über viele Jahre verborgen. Als man im Jahre 1925 versuchte den Hügel zu entfernen, kam die Anlage zum Vorschein. Wie bei vielen Großsteingräber sind auch hier etliche Steine dem Hafen-, Kirchen- und Straßenbau zum Opfer gefallen.
Bei der Ausgrabung wurden Skelettreste und Grabbeigaben wie Bernsteinperlen, (auch in Axtform (dänisch Ravøkse)) Feuersteinwerkzeuge und Keramik gefunden. Um das Innere der Kammer trocken zu halten, wurde der Boden mit einer Schicht aus gebranntem Flint ausgelegt und die Kammer auf einem kleinen Hügel angelegt.
55° 51′ 22″ N, 12° 6′ 48,3″ O
In der Nähe liegt der Runddysse von Sigerslevvester.